# Крестное титло

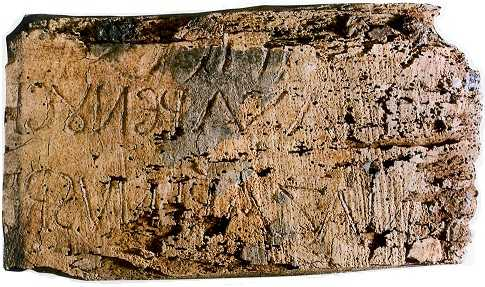
Крестное титло

Крестное титло (лат. Titulus Crucis ― надпись на Кресте) — христианская реликвия, представляющая собой дощечку с надписью на трёх языках, считающаяся титлом с Честного Креста Господня. По преданию, титло найдено в 326 году императрицей Еленой во время её путешествия в Иерусалим вместе с Животворящим Крестом и четырьмя гвоздями. Реликвия хранится в церкви Санта-Кроче-ин-Джерусалемме в Риме. Хотя её подлинность оспаривается, многие католики почитают титло как святыню, связанную с Иисусом.

## История
Джерардо Каччанемичи даль Орсо стал кардиналом-священником церкви в 1124 году, и за некоторое время до того, как он стал папой Луцием II в 1144 году, отремонтировал церковь и поместил реликвию в ящик, на котором стояла его кардинальская печать. Ящик, по-видимому, был забыт до 1 февраля 1492 года, когда рабочие, восстанавливающие мозаику, обнаружили его спрятанным за кирпичом с надписью Titulus Crucis. Педро Гонсалес де Мендоса, испанский кардинал-священник Санта-Кроче в то время, поощрял почитание вновь обнаруженной святыни.

## Описание
Доска изготовлена из орехового дерева, имеет размеры 25×14×2,6 см и вес 687 грамм. На одной стороне надпись из трёх строк, первая из которых почти целиком утрачена. Вторая строка написана греческими буквами и отражена зеркально, третья — латинскими буквами, также зеркально. На латыни написано Iesus Nazarenus Rex Iudaeorum («Иисус Назарянин Царь Иудейский»), широко распространённая на иконах как аббревиатура INRI.

## Упоминания в Писаниях
Крестный титул упоминается во всех четырёх Евангелиях:

И была надпись вины Его: «Царь Иудейский»
— Марка. 15:26

Пилат же написал и надпись, и поставил на кресте. Написано было: «Иисус Назорей, Царь Иудейский»
— Иоанна. 19:19

и поставили над головою Его надпись, означающую вину Его: «Сей есть Иисус, Царь Иудейский»
— Матфея. 27:37

И была над Ним надпись, написанная словами греческими, римскими и еврейскими: «Сей есть Царь Иудейский»
— Луки. 23:38

## Вопрос подлинности
В 1997 году немецкий писатель и историк Михаэль Хеземан провёл исследование реликвии. По его просьбе её изучали 7 экспертов по ивритской, греческой и латинской палеографии: Габриель Баркай из Управления древностей Израиля, Ханан Эшель, Эстер Эшель и Лия Ди Сеньи из Еврейского университета Иерусалима (Израиль), Беньямин Исаак из Тель-Авивского университета и Карстен Петер Тиде из Падерборна (Германия) и университета Беер-Шевы (Израиль). По словам Хесеманна, ни один из проконсультированных экспертов не нашёл никаких признаков средневековой или позднеантичной подделки. Все они датировали её периодом между I—IV веками нашей эры, причём большинство экспертов склонялись, и никто из них не исключал, к I веку. Хеземан заключил, что вполне возможно, что Titulus Crucis действительно является подлинной реликвией. Карстен Петер Тиде предположил, что Titulus Crucis, скорее всего, является подлинной частью Креста, написанной еврейским писцом. Он обосновал это тем, что порядок языков соответствует исторически правдоподобному, а не порядку, указанному в каноническом Новом Завете, поэтому, если бы это была подделка, фальсификатор наверняка остался бы верен библейскому тексту. Джо Никелл называет этот аргумент «попыткой психоанализа мёртвых», сказав, что «фальсификаторы, особенно в иную эпоху, могут делать что-то более умное, более глупое или просто отличное от того, что мы ожидаем».
В 2002 году Университет Рома Тре провёл радиоуглеродное датирование артефакта, и было установлено, что он был изготовлен между 980 и 1146 годами нашей эры. Некалиброванная радиоуглеродная дата составила 1020±30 н. э., калиброванные — 996—1023 н. э. (1σ) и 980—1146 н. э. (2σ), (использовался INTCAL98). Эти результаты были опубликованы в рецензируемом журнале Radiocarbon. Таким образом, Titulus Crucis, скорее всего, является средневекового происхождения. Итальянский учёный-классик Мария Ригато предполагает возможность того, что он является копией утраченного оригинала.